# Florin Lovin
Florin Lovin (* 11. Februar 1982 in Piatra Neamț) ist ein ehemaliger rumänischer Fußballspieler.

## Vereinskarriere

### FCM Bacău
Lovin spielte bis 2002 in den Nachwuchsmannschaften des FCM Bacău. Am 25. Mai 2002 gab er sein Debüt in der Divizia A, als er im Spiel beim FC Național Bukarest eingewechselt wurde. Bis Dezember 2004 bestritt er insgesamt 50 Spiele für den FCM Bacău und erzielte dabei ein Tor.

### Steaua Bukarest
Zur Rückrunde der Spielzeit 2004/05 wechselte Lovin zum Ligakonkurrenten Steaua Bukarest. Bis 2009 bestritt er dort 103 Ligaspiele und schoss drei Tore. Zudem wurde er 18 Mal im UEFA-Pokal und 14 Mal in der UEFA Champions League eingesetzt. 2005 und 2006 holte er mit Steaua den rumänischen Meistertitel, 2006 darüber hinaus auch den rumänischen Superpokal.

### TSV 1860 München

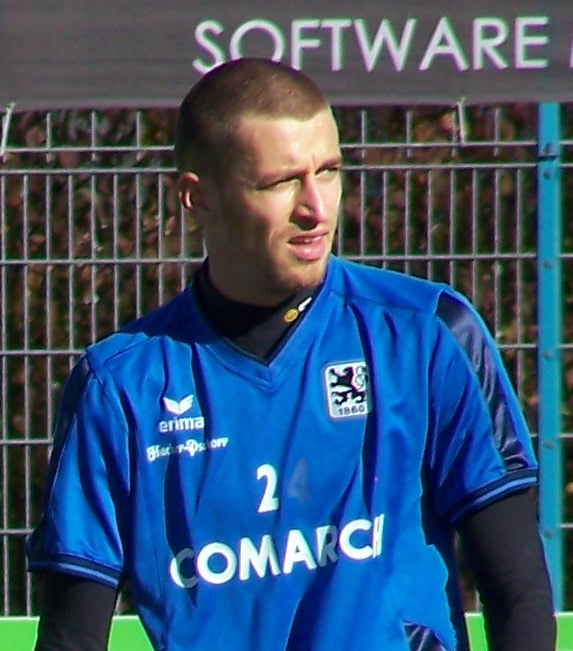
Lovin im Training des TSV 1860 München (2010)

Im Sommer 2009 wechselte er zum deutschen Zweitligisten TSV 1860 München. Er unterschrieb dort einen Vertrag bis 2012.
Am 13. September 2009 zog sich Florian Lovin im Spiel gegen Greuther Fürth einen Kreuz- und Innenbandriss im rechten Knie zu. Nach dieser Verletzung dauerte es 228 Tage, bis er am 18. April 2010 wieder bei einem Ligaspiel auf den Platz stand. In der Hinrunde der folgenden Spielzeit 2010/11 kam er regelmäßig zum Einsatz. In der Rückrunde wurde er von jungen Spielern wie Dominik Stahl, Kai Bülow und Christopher Schindler von seiner angestammten Position im defensiven Mittelfeld verdrängt. Sein letztes von insgesamt 17 Saisonspielen betritt er am 14. Februar in Aue, danach saß er nur noch auf der Bank. Am 17. Mai 2011 wurde der Vertrag im beiderseitigen Einvernehmen aufgelöst. Insgesamt absolvierte Lovin 26 Liga- und drei Pokalspiele für den TSV 1860 München.

### AO Kerkyra
Zur Saison 2011/12 wechselte Lovin in die erste griechische Liga zu AO Kerkyra. Er unterschrieb beim griechischen Erstligisten einen Zwei-Jahres-Vertrag. Schon nach einem halben Jahr verließ er Griechenland und schloss sich der Kapfenberger SV in der österreichischen Bundesliga an. Nach dem Abstieg der Obersteirer wechselte er zum SV Mattersburg.

### Rückkehr nach Rumänien
Im Januar 2014 kehrte Lovin zu Oțelul Galați in seine rumänische Heimat zurück. Im Sommer 2014 war er kurzzeitig ohne Engagement, ehe ihn CS Concordia Chiajna verpflichtete. Im Sommer 2015 wechselte er zu Astra Giurgiu, wo er die Meisterschaft 2016 gewinnen konnte und Ende der Saison 2017/18 seine Karriere beendete.

## Erfolge

### Mit Steaua Bukarest
- Rumänischer Meister: 2005, 2006
- Rumänischer Supercup-Sieger: 2006
- Halbfinale im UEFA-Pokal: 2006

### Mit Astra Giurgiu
- Rumänischer Meister: 2016
- Rumänischer Supercup-Sieger: 2016
- Rumänischer Pokal-Finalist: 2017